# Сицилия Оупън
Сицилия Оупън (на италиански: Campionati Internazionali di Sicilia) е професионален турнир по тенис, провеждан в Палермо, Сицилия, Италия.

## История
Сицилия Оупън известен още като Палермо Оупън е основан през 1935 г. Той е комбиниран турнир по тенис за мъже и жени, играе се на клей на открити кортове в Circolo Tennis Palermo в Палермо, Сицилия, Италия. 
През 1955 г. Сицилия Оупън се играе в Месина, в оспорвания финал при мъжете Никола Пиетранджели побеждава Фаусто Гардини в пет сета, а при жените Силвана Ладзарино печели на финала срещу Леа Периколи.
През 1988 г. е основан нов международен турнир за жени провеждан в Палермо, известен като Internazionali Femminili di Palermo.
През 1971 г. турнир за жени е прекратен, остава само турнира за мъже, който продължава да се играе до 2006 г.
Турнирът е част от графика на ATP Тур от 1990 до 2006 г., като част от ATP Световни серии от 1990 до 1999 г., после е част от ATP Международни серии от 2000 г. до последното му издание през 2006 г. 
През 2006 г. ATP изкупува обратно правата на турнира. През 2009 г. е създаден нов турнир наследник на този, наречен Sicilia Classic (Сицилия Класик).

## Финали
| Година  | Шампион                 | Финалист                | Резултат                          |
| ------- | ----------------------- | ----------------------- | --------------------------------- |
| 2006    | Филипо Воландри         | Николас Лапенти         | 5 – 7, 6 – 1, 6 – 3               |
| 2005    | Игор Андреев            | Филипо Воландри         | 0 – 6, 6 – 1, 6 – 3               |
| 2004    | Томаш Бердих            | Филипо Воландри         | 6 – 3, 6 – 3                      |
| 2003    | Николас Масу            | Пол-Анри Матийо         | 1 – 6, 6 – 2, 7 – 6(7–0)          |
| 2002    | Фернандо Гонсалес       | Хосе Акасусо            | 5 – 7, 6 – 3, 6 – 1               |
| 2001    | Феликс Мантиля          | Давид Налбандиян        | 7 – 6(7–2), 6 – 4                 |
| 2000    | Оливие Рокюс            | Диего Наргисо           | 7 – 6(16–14), 6 – 1               |
| 1999    | Арно ди Паскуале        | Алберто Берасатеги      | 6 – 1, 6 – 3                      |
| 1998    | Мариано Пуерта          | Франко Скилари          | 6 – 3, 6 – 2                      |
| 1997    | Алберто Берасатеги      | Доминик Хърбати         | 6 – 4, 6 – 2                      |
| 1996    | Карим Алами             | Адриан Войня            | 7 – 5, 2 – 1 отказва се           |
| 1995    | Франсиско Клавет        | Жорди Бурильо           | 6 – 7(3–7), 6 – 3, 7 – 6(7–1)     |
| 1994    | Алберто Берасатеги      | Алекс Кореча            | 2 – 6, 7 – 6(8–6), 6 – 4          |
| 1993    | Томас Мустер            | Серхи Бругера           | 7 – 6(7–2), 7 – 5                 |
| 1992    | Серхи Бругера           | Емилио Санчес           | 6 – 1, 6 – 3                      |
| 1991    | Фредерик Фонтанг        | Емилио Санчес           | 1 – 6, 6 – 3, 6 – 3               |
| 1990    | Франко Давин            | Хуан Агилера            | 6 – 1, 6 – 1                      |
| 1989    | Гилермо Перес Ролдан    | Паоло Кане              | 6 – 1, 6 – 4                      |
| 1988    | Матс Виландер           | Кент Карлсон            | 6 – 1, 3 – 6, 6 – 4               |
| 1987    | Мартин Хайте            | Карел Новачек           | 7 – 6, 6 – 7, 6 – 4               |
| 1986    | Улф Стенлунд            | Пабло Арая              | 6 – 2, 6 – 3                      |
| 1985    | Тиери Туласне           | Йоаким Нюстрьом         | 6 – 3, 6 – 1                      |
| 1984    | Франческо Канчелоти     | Милослав Мечирж         | 6 – 0, 6 – 3                      |
| 1983    | Джими Ариас             | Хосе Луис Клерк         | 6 – 2, 2 – 6, 6 – 0               |
| 1982    | Марио Мартинес          | Джон Александър         | 6 – 4, 7 – 5                      |
| 1981    | Мануел Орантес          | Педро Реболедо          | 6 – 4, 6 – 0, 6 – 0               |
| 1980    | Гилермо Вилас           | Пол Макнами             | 6 – 4, 6 – 0, 6 – 0               |
| 1979    | Бьорн Борг              | Корадо Барадзути        | 6 – 4, 6 – 0, 6 – 4               |
| 1978/74 | Турнирът не се провежда | Турнирът не се провежда | Турнирът не се провежда           |
| 1973    | Мартин Мълиган          | Джун Куки               | 6 – 0, 5 – 7, 6 – 3               |
| 1972    | Турнирът не се провежда | Турнирът не се провежда | Турнирът не се провежда           |
| 1971    | Роджър Тейлър           | Пиер Бартес             | 6 – 3, 4 – 6, 7 – 6, 6 – 2        |
| 1970    | Ищван Гуляш             | Илие Настасе            | 6 – 1, 6 – 4, 6 – 4               |
| 1969    | Йон Циряк               | Илие Настасе            | 4 – 6, 6 – 0, 6 – 2, 2 – 6, 6 – 2 |
| 1968    | Йон Циряк               | Марти Рисен             | 8 – 6, 6 – 0, 1 – 6, 6 – 4        |
| 1967    | Александър Метревели    | Майк Белкин             | 7 – 5, 6 – 4, 6 – 4               |
| 1966    | Турнирът не се провежда | Турнирът не се провежда | Турнирът не се провежда           |
| 1965    | Мартин Мълиган          | Уилям Алварес           | 6 – 1, 6 – 1, 6 – 2               |
| 1964    | Никола Пиетранджели     | Едисон Мандарино        | 6 – 3, 6 – 2, 1 – 6, 6 – 1        |
| 1963    | Никола Пиетранджели     | Боро Йованович          | 6 – 4, 6 – 2, 6 – 4               |
| 1962    | Род Лейвър              | Нийл Фрейзър            | 7 – 5, 6 – 4, 8 – 6               |
| 1961    | Турнирът не се провежда | Турнирът не се провежда | Турнирът не се провежда           |
| 1960    | Марио Ламас             | Джузепе Мерло           | 6 – 4, 3 – 6, 6 – 3, 4 – 6, 6 – 2 |
| 1959    | Нийл Фрейзър            | Никола Пиетранджели     | 7 – 5, 6 – 4, 8 – 6               |
| 1958    | Никола Пиетранджели     | Мервин Роуз             | 7 – 5, 6 – 4, 8 – 6               |
| 1957    | Джузепе Мерло           | Хамилтън Ричардсън      | 2 – 6, 6 – 4, 6 – 1, 6 – 0        |
| 1956    | Джузепе Мерло           | Хю Стюарт               | 6 – 4, 8 – 10, 6 – 3, 6 – 2       |
| 1955    | Турнирът не се провежда | Турнирът не се провежда | Турнирът не се провежда           |
| 1954    | Турнирът не се провежда | Турнирът не се провежда | Турнирът не се провежда           |
| 1953    | Бъдж Пати               | Бърнард Барцен          | 3 – 6, 6 – 4, 3 – 6, 6 – 3, 6 – 1 |
| 1952    | Ярослав Дробни          | Фаусто Гардини          | 1 – 6, 6 – 4, 6 – 4, 6 – 4        |
| 1951    | Ярослав Дробни          | Дик Савит               | 6 – 4, 2 – 6, 6 – 1, 2 – 6, 6 – 4 |
| 1941/50 | Турнирът не се провежда | Турнирът не се провежда | Турнирът не се провежда           |
| 1940    | Йожеф Асбот             | Джордж Литълтън Роджърс | 6 – 0, 7 – 5, 6 – 4               |
| 1939    | Константин Тънъсеску    | Вани Канепеле           | 7 – 5, 6 – 4, 6 – 2               |
| 1938    | Войтек Водичка          | Борис Манев             | 6 – 4, 2 – 6, 6 – 4, 6 – 3        |
| 1937    | Джовани Палмиери        | Дьорд Далос             | 6 – 2, 6 – 3, 6 – 2               |
| 1936    | Джовани Палмиери        | Аугусто Радо            | 2 – 6, 6 – 3, 4 – 6, 6 – 2, 6 – 3 |
| 1935    | Джовани Палмиери        | Жан Лесюер              | 7 – 5, отказва се                 |